# Moissy-Moulinot
Moissy-Moulinot är en kommun i departementet Nièvre i regionen Bourgogne-Franche-Comté i de centrala delarna av Frankrike. Kommunen ligger i kantonen Tannay som tillhör arrondissementet Clamecy. År 2022 hade Moissy-Moulinot 13 invånare.

## Befolkningsutveckling
Antalet invånare i kommunen Moissy-Moulinot
| Referens: INSEE |